# ショイヨド・ワリウッラー
ショイヨド・ワリウッラー（সৈয়দ ওয়ালিউল্লাহ、Syed Waliullah、1922年 - 1971年10月）はバングラデシュの作家。ベンガル地方東部のノアカリのムスリムの知識人家庭に生まれる。カルカッタ大学進学の際にコルカタに住み、シュディンドロナト・ドット、モヒトラル・モジュムダルなどの文人と交流する。
1941年に初の短編小説を執筆して創作活動を始め、1944年に短篇集を発表。インド・パキスタン分離独立後は、インドの西ベンガル州となったコルカタを離れてダカへ移り住む。1948年には、ベンガルの農村を舞台とした初の長篇『赤いシャールー』を自費出版で発表。各国のパキスタン大使館に勤務し、後半生の多くの時期を外国で生活する。
のちには、パキスタンと東パキスタンとの関係が悪化したために仕事を失い、バングラデシュ独立直前の1971年にパリで死去する。他の作品として『月のアマボッシャ』（Chander Amaboshay）や『泣け、河よ、泣け』（Kando Nadi Kando）などの長篇や戯曲をのこした。

## 主な著作
日本語訳
- Lalsalu 　邦題『赤いシャールー』　丹羽京子訳、大同生命国際文化基金〈アジアの現代文芸シリーズ〉、2004年。